# Провулок Рєпіна (Мелітополь)
Провулок Рєпіна — провулок в Мелітополі на Юрівці. Починається на околиці міста на перехресті з 2-м провулком Івана Франка і йде до вулиці Рєпіна. Забудований приватними будинками.

## Назва
Провулок названий на честь українського художника Іллі Рєпіна.
Поруч з провулком знаходиться однойменна вулиця Рєпіна.

## Історія
Рішення про найменування новоствореного провулка було прийнято 4 травня 1967 року.